# Villamanrique
Villamanrique è un comune spagnolo di 1 286 abitanti situato nella comunità autonoma di Castiglia-La Mancia.